# One Piece-kapitler (595–806)
One Piece er en japansk mangaserie skrevet og illustreret af Eiichiro Oda, som er blevet oversat til adskillelige sprog og har resulteret i en større mediefranchise, hvilket inkluderer en animeret adaptering, såvel som en live action-udgave, spillefilm, videospil, musik og merchandise. I serien følger man Monkey D. Luffy, hvis krop har fået gummiegenskaber efter at han ved et uheld spiste en overnaturlig frugt, som rejser på havene i søgen efter skatten One Piece, og for at finde denne samler han et mandskab, som går under navnet Stråhattene.
I Japan er serien udgivet af Shueisha. Individuelle kapitler er blevet udgivet på regelmæssig basis i magasinet Weekly Shonen Jump siden den 22. juli 1997 og nogle tankōbon-bind siden 24. december 1997. Serien er på over 1128 kapitler, og består pr.  juli 2024 af 109 tankōbon-bind, hvilket gør One Piece til den 21. længste mangaserie baseret på antal bind.

## Bind
| 1. "The Pledge" (宣誓 "Sensei") 2. "Spectrum" 3. "3D2Y" 4. "Two Years Later" (2年後 "Ninengo") 5. "Nine Pirates" (九人の海賊 "Kyūnin no Kaizoku") 6. "Island of New Beginnings" (再出発の島 "Saishuppatsu no Shima") | 1. "Romance Dawn for the New World" (ROMANCE DAWN for the new world —新しい世界への冒険の夜明け— "Romance Dawn: For the New World: Atarashii Sekai e no Bōken no Yoake") 2. "Downward Ho!" (下舵いっぱい!! "Shimo Kaji Ippai!!") 3. "Keep That in Mind" (心に留めておけ "Kokoro ni Tometeoke") |

| 1. "To the Deep Sea" (深層へ "Shinsō e") 2. "The Kraken and the Pirates" (クラーケンと海賊 "Kurāken to Kaizoku") 3. "Deep Sea Adventure" (深海の冒険 "Shinkai no Bōken") 4. "30,000 Feet Under the Sea" (海底1万m "Kaitei Ichiman Mētoru") 5. "Underwater Paradise" (海底の楽園 "Kaitei no Rakuen") 6. "Adventure on Fish-Man Island" (魚人島の冒険 "Gyojintō no Bōken") | 1. "Madam Sharley, Fortune-Teller" (占い師マダム・シャーリー "Uranaishi Madamu Shārī") 2. "Hody Jones" (ホーディ・ジョーンズ "Hōdi Jōnzu") 3. "Taken by the Shark They Saved" (助けたサメに連れられて "Tasuketa Same ni Tsurerarete") 4. "Mermaid Princess of Shell Tower" (硬殻塔の人魚姫 "Kōkaku Tō no Ningyo Hime") 5. "Too Late Now" (やっちまったモンはしょうがねェ "Yatchimatta Mon wa Shō ga nē") |

| 1. "Mark-Mark Curse" (マトマトの呪い "Mato Mato no Noroi") 2. "Anniversary for Revenge" (復讐の記念日 "Fukushū no Kinenbi") 3. "Incident at Coral Hill" (サンゴヶ丘で大事件 "Sangogaoka de Daijiken") 4. "Proposal" (プロポーズ Puropōzu") 5. "At the Forest of the Sea" (海の森にて "Umi no Mori nite") 6. "The Wonderful Amusement Park" (憧れの遊園地 "Akogare no Yūenchi") | 1. "Otohime and Tiger" (オトヒメとタイガー "Otohime to Taigā") 2. "The Sun Pirates" (タイヨウの海賊団 "Taiyō no Kaizoku-dan") 3. "Fisher Tiger the Pirate" (海賊フィッシャー・タイガー "Kaizoku Fisshā Taigā") 4. "Queen Otohime" (オトヒメ王妃 "Otohime Ōhi") 5. "Uninherited Will" (受け継がない意志 "Uketsuganai Ishi") 6. "Neptune Brothers" (ネプチューン3兄弟 "Nepuchūn San Kyōdai") |

| 1. "Thank You" (かたじけない "Katajikenai") 2. "Spring Cleaning" (大掃除 "Ōsōji") 3. "Former Warlord in the Way" (立ち塞がる元七武海 "Tachifusagaru Moto Shichibukai") 4. "Getting Violent" (暴れ出す "Abaredasu") 5. "Conchcorde Plaza" (ギョンコルド広場 "Gyonkorudo Hiroba") | 1. "I Knew" (知ってた "Shitteta") 2. "Friend or Foe" (敵か味方か "Teki ka Mikata ka") 3. "100,000 vs. 10" (10万vs.10 "Jūman Bāsasu Jū") 4. "So Scary I Ran Up to the Sky" (空を飛ぶ程悍ましい "Sora o Tobu Hodo Ozamashii") 5. "General from Future Land" (未来国からきた将軍 "Miraikoku kara Kita Shōgun") |

| 1. "The Ancient Ark" (古の方舟 "Inishie no Hakobune") 2. "Escape-Hoshi" (にげほし "Nigehoshi") 3. "Protect Everything" (全部守る "Zenbu Mamoru") 4. "Above Fishman Island" (魚人島直上 "Gyojintō Chokujō") 5. "What Are You?" (お前は何だ "Omae wa Nan da") | 1. "Lost All Face" (面目など丸潰れ "Menmoku nado Marutsubure") 2. "Phantom" (ファントム "Fantomu") 3. "To Nothing" (ゼロに "Zero ni") 4. "Death Is Another Form of Revenge" (死もまた復讐 "Shi mo Mata Fukushū") 5. "Frog" (カエル "Kaeru") |

| 1. "Stop, Noah" (止まれノア "Tomare Noa") 2. "The Road Toward the Sun" (タイヨウへと続く道 "Taiyō e to Tsuzuku Michi") 3. "The Dance of Breams and Plaices" (タイやヒラメの舞い踊り "Tai ya Hirame no Maiodori") 4. "Two Changes to Be Aware Of" (知っておくべき2つの変化 "Shitteokubeki Futatsu no Henka") 5. "A Voice from the New World" (新世界からの声 "Shinsekai Kara no Koe") | 1. "A Premonition of Stormy Seas" (前途多難の予感 "Zento Tanan no Yokan") 2. "The Hero Hat" (ヒーローの帽子 "Hīrō no Bōshi") 3. "A Gam of Whales" (GAM（小群） "Gamu (Shōgun)") 4. "Punk Hazard" (パンクハザード "Panku Hazādo") 5. "Adventure on the Burning Island" (燃える島の冒険 "Moeru Shima no Bōken") |

| 1. "Severed Head" (生首 "Namakubi") 2. "The Biscuits Room" (ビスケットルーム "Bisuketto Rūmu") 3. "About My Torso" (胴体の話 "Dōtai no Hanashi") 4. "Trafalgar Law, Warlord of the Sea" (〝王下七武海〟トラファルガー・ロー "'Ōka Shichibukai' Torafarugā Rō) 5. "Lakeside Bandits" (追い剥ぎの出る湖 "Oihagi no Deru Mizuumi") | 1. "Warlord Law vs. Vice Admiral Smoker" (七武海ローVS.スモーカー中将 "Shichibukai Rō Bāsasu Sumōkā Chūjō") 2. "CC" 3. "Master Caesar Clown" (M・シーザー・クラウン "Masutā Shīzā Kuraun") 4. "Candy" 5. "Yeti Cool Brothers" (イエティ COOL BROTHERS "Ieti Kūru Burazāzu") 6. "Cool Fight" |

| 1. "Pirate Alliance" (海賊同盟 "Kaizoku Dōmei") 2. "Commence Operation" (作戦開始 "Sakusen Kaishi") 3. "Blizzard with a Chance of Slime" (吹雪ときどきSlime "Fubuki Tokidoki Suraimu") 4. "Gas-Gas Fruit" (ガスガスの実 "Gasu Gasu no Mi") 5. "My Name is Kin'emon!!" (拙者!!名を錦えもんと申す!! "Sessha!! Na o Kin'emon to Mōsu!!") 6. "Vergo and Joker" (ヴェルゴとジョーカー "Verugo to Jōkā") | 1. "The Observers" (傍観者達 "Bōkansha-tachi") 2. "I Call It Land of the Dead" (その名も「シノクニ」 "Sono Na mo 'Shinokuni'") 3. "The Perfect Weapon of Mass Murder" (完全なる殺戮兵器 "Kanzen naru Satsuriku Heiki") 4. "Counter Hazard!!" 5. "Lobby of Laboratory Building A" (研究所内A棟ロビー "Kenkyūjo-nai Ē-Tō Robī") |

| 1. "The G-5 Spirit" (心意気G-5 "Kokoroiki Jī-Faibu") 2. "G-5 Commander Vergo the Bamboo Demon" (海軍G-5基地長〝鬼竹のヴェルゴ〟 "Kaigun Jī-Faibu Kichichō 'Kichiku no Verugo'") 3. "Luffy vs. Master" (ルフィvs.M "Rufi Bāsasu Masutā") 4. "Puppet Master" (黒幕 "Kuromaku") 5. "An Icy Woman" (氷の様な女 "Kōri no Yō na Onna") 6. "Don't Do It, Vegapunk" (やめるんだベガパンク "Yamerun da Begapanku") | 1. "My Name Is Momonosuke" (モモの助、せっしゃの名にござる!! "Momonosuke, Sessha no Na ni gozaru!!") 2. "The Snow-Woman in the Biscuits Room" (ビスケットルームの雪女 "Bisuketto Rūmu no Yuki Onna") 3. "Wild Beast" (猛獣 "Mōjū") 4. "Mocha" (モチャ) 5. "The Island That's There but Isn't There" (ない様である島 "Nai Yō de Aru Shima") 6. "S.A.D." (SAD) |

| 1. "King of the Land of the Dead" (死の国の王 "Shi no Kuni no Ō") 2. "Assassins from Dressrosa" (ドレスローザから来た刺客 "Doresurōza kara Kita Shikaku") 3. "Die for Me" (死んでくれ "Shindekure") 4. "The Most Dangerous Man" (最も危険な男 "Mottomo Kiken na Otoko") 5. "Leave It to Us!!!" (任せろ!!! "Makasero!!!") | 1. "Alignment of Interests" (利害の一致 "Rigai no Itchi") 2. "A Deal" (取り引き "Torihiki") 3. "Enter Doflamingo" (ドフラミンゴ現る "Dofuramingo Arawaru") 4. "Morning Edition" (朝刊 "Chōkan") 5. "His Momentum" (奴のペース "Yatsu no Pēsu") |

| 1. "Adventure in the Land of Love, Passion and Toys" (愛と情熱とオモチャの国の冒険 "Ai to Jōnetsu to Omocha no Kuni no Bōken") 2. "Corrida Coliseum" (コリーダコロシアム "Korīda Koroshiamu") 3. "Waiting Room" (控室 "Hikaeshitsu") 4. "Lucy and the Statue of Kyros" (ルーシーとキュロスの像 "Rūshī to Kyurosu no Zō") 5. "Maynard the Pursuer" (追撃のメイナード "Tsuigeki no Meinādo") | 1. "I Ain't Gonna Laugh at Ya" (お前を笑わない "Omae o Warawanai") 2. "Block B" (Bブロック "Bī Burokku") 3. "Coliseum of Scoundrels" (曲者達のコロシアム "Kusemono-tachi no Koroshiamu") 4. "King Punch!!" (キング・パンチ!! "Kingu Panchi!!") 5. "To Greenbit" (グリーンビットへ "Gurīnbitto e") 6. "Adventure in the Land of the Little People" (小人の国の冒険 "Kobito no Kuni no Bōken") |

| 1. "Violet" (ヴァイオレット "Vaioretto") 2. "Usoland" (ウソランド "Usorando") 3. "Lucy and Moocy" (ルーシーとウーシー "Rūshī to Ūshī") 4. "The Battleground of Block C" (激戦区Cブロック "Gekisenku Shī Burokku") 5. "Don Chin Jao" (首領・チンジャオ) | 1. "Dressrosa's Forgotten" (ドレスローザの忘れ物 "Doresurōza no Wasuremono") 2. "Riku Army at the Flower Field" (お花畑のリク王軍 "Ohanabatake no Riku Ōgun") 3. "Open, Chin Jao" (開けチンジャオ "Hirake Chinjao") 4. "Prisoner-Gladiators" (囚人剣闘士 "Shūjin Kentōshi") 5. "Rebecca and the Soldier" (レベッカと兵隊さん "Rebekka to Heitai-san") |

| 1. "Royal Bloodlines" (王族の血統 "Ōzoku no Kettō") 2. "Change of Plans" (変更作戦 "Henkō Sakusen") 3. "Law's Plan" (ローの作戦 "Rō no Sakusen") 4. "The Undefeated Woman" (無敗の女 "Muhai no Onna") 5. "The Riku Family" (リク一族 "Riku Ichizoku") 6. "The Hero's Ambush" (待ち伏せるヒーロー "Machibuseru Hīrō") | 1. "The Number of Tragedies" (悲劇の数 "Higeki no Kazu") 2. "Warlord Doflamingo vs. Warlord Law" (七武海ドフラミンゴVS七武海ロー "Shichibukai Dofuramingo Bāsasu Shichibukai Rō") 3. "Three Cards" (3枚のカード "Sanmai no Kādo") 4. "Operation Dressrosa S.O.P." (ドレスローザSOP作戦 "Doresurōza Esu Ō Pī Sakusen") |

| 1. "An Underground World" (地下の世界 "Chika no Sekai") 2. "What the Soldier Wants" (兵隊さんの欲しいもの "Heitai-san no Hoshī Mono") 3. "The Slicing Winds of Rommel" (ロンメルのカマイタチ "Ronmeru no Kamaitachi") 4. "Fujitora's Plan" (藤虎の思惑 "Fujitora no Omowaku") 5. "Supreme Officer Diamante" (最高幹部ディアマンテ "Saikō Kanbu Diamante") 6. "Officer's Tower" (幹部塔 "Kanbu Tō") | 1. "Trebol Army, Special Officer Sugar" (トレーボル軍 特別幹部シュガー "Torēboru Gun - Tokubetsu Kanbu Shugā") 2. "Captain" (隊長 "Taichō") 3. "It's in Your Hands!!!" (頼む!!! "Tanomu!!!") 4. "Usoland the Liar" (うそつきウソランド "Usotsuki Usorando") 5. "Ever at Your Side" (いつでもキミのそばにいる "Itsudemo Kimi no Soba ni Iru") |

| 1. "Dressrosa Trembles" (激震のドレスローザ "Gekishin no Doresurōza") 2. "Revolutionary Army Chief of Staff" (革命軍参謀総長 "Kakumeigun Sanbō Sōchō") 3. "The Birdcage" (鳥カゴ "Torikago") 4. "Stars" (星 "Hoshi") 5. "Supreme Officer Pica" (最高幹部ピーカ "Saikō Kanbu Pīka") | 1. "Repaying the Debt" (おれの恩返し "Ore no Ongaeshi") 2. "Onward, Gallery of Rogues!!" (すすめ!! 曲者軍団 "Susume!! Kusemono Gundan") 3. "Flash Points" (戦局 "Senkyoku") 4. "Sabo vs. Admiral Fujitora" (サボVS大将藤虎 "Sabo Bāsasu Taishō Fujitora") 5. "Palm" (掌 "Tenohira") |

| 1. "Battle" (戦 "Ikusa") 2. "Making Acquaintance" (お見知り置きを "Omishirioki o") 3. "A Man's World" (男の世界 "Otoko no Sekai") 4. "The Fourth Step" (4段目 "Yondanme") 5. "Trump Card" (切り札 "Kirifuda") 6. "Just Keep Going" (構わず進め "Kamawazu Susume") | 1. "Secret Plan" (秘策 "Hisaku") 2. "The Same Bet" (同じ賭け "Onaji Kake") 3. "The Op-Op Fruit" (オペオペの実 "Ope Ope no Mi") 4. "The White Town" (白い町 "Shiroi Machi") 5. "Declaration of Humanity" (人間宣言 "Ningen Sengen") |

| 1. "White Monster" (ホワイトモンスター "Howaito Monsutā") 2. "Minion, the Isle of Fate" (運命の島ミニオン "Unmei no Shima Minion") 3. "Smile" (スマイル "Sumairu") 4. "Cora" (コラさん "Kora-san") 5. "The Trigger That Day" (あの日の引鉄 "Ano Hi no Hikigane") 6. "Bellamy the Pirate" (海賊ベラミー "Kaizoku Beramī") 7. "The Spear of Elbaph" (エルバフの槍 "Erubafu no Yari") | 1. "Sai, Don of the Happosui Army" (八宝水軍首領・サイ "Happō Suigun Don: Sai") 2. "Cabbage and Lomeo" (キャベツとロメオ "Kyabetsu to Romeo") 3. "Half 'n Half" (ハーフ＆ハーフ "Hāfu ando Hāfu") 4. "Leo, Captain of the Tontatta Warriors" (トンタッタ族戦士長レオ "Tontatta-zoku Senshichō Reo") 5. "To Russian With Love" (ルシアンに愛を込めて "Rushian ni Ai o Komete") |

| 1. "Hero of the Coliseum" (コロシアムの英雄 "Koroshiamu no Eiyū") 2. "Zoro vs. Pica" (ゾロVSピーカ "Zoro Bāsasu Pīka") 3. "Tactics No. 5" 4. "His Final Battle" (最期のケンカ "Saigo no Kenka") 5. "The Heart Curse" (ハートの呪縛 "Hāto no Jubaku") | 1. "Desire" (本懐 "Honkai") 2. "Champion of Evil" (悪のカリスマ "Aku no Karisuma") 3. "In My Way" (邪魔だ "Jama da") 4. "Gear Four" (ギア4 "Gia Fōsu") 5. "On Broken Legs" (足が折れても "Ashi ga Oretemo") |

| 1. "Gyats" (ギャッツ "Gyattsu") 2. "Four Minutes Before" (4分前 "Yonpun Mae") 3. "My Battle" (私の戦い "Watashi no Tatakai") 4. "Lucy!!" 5. "Heaven and Earth" (天と地 "Ten to Chi") | 1. "Rubble" (ガレキ "Gareki") 2. "On Hands and Knees" (土下座 "Dogeza") 3. "Tiger and Dog" (虎と犬 "Tora to Inu") 4. "Sabo's Adventure" (サボの冒険 "Sabo no Bōken") 5. "Suicide" (自殺 "Jisatsu") |

| 1. "Soldier's Conviction" (兵隊さんの決意 "Heitai-san no Ketsui") 2. "Rebecca" (レベッカ "Rebekka") 3. "Heart" (ハート "Hāto") 4. "Father and Sons" (親と子 "Oya to Ko") 5. "Sons' Cups" (子分盃 "Kobun Sakazuki") 6. "Opening Speech" (開幕宣言 "Kaimaku Sengen") | 1. "Zou" (ゾウ "Zō") 2. "Elephant Climbing" (登象 "Tozō") 3. "Adventure in the Land Atop the Elephant's Back" (象の背の国の冒険 "Zō no Se no Kuni no Bōken") 4. "The Minks" (ミンク族 "Minku-zoku") 5. "At Rightflank Fortress" (右腹の砦にて "Ubara no Toride nite") |

## Lister over hovedserie-kapitler
- One Piece-kapitel 1 til 186
- One Piece-kapitel 187 til 388
- One Piece-kapitel 389 til 594
- One Piece-kapitel 807 til 1015
- One Piece-kapitel 1016 til nu

## References
1. ↑  "One Piece/1" (japansk). Shueisha. Arkiveret fra originalen 12. marts 2009. Hentet 22. marts 2009.
2. ↑  "One Piece/61" (japansk). Shueisha. Arkiveret fra originalen 24. august 2011. Hentet 20. januar 2011.
3. ↑  "One Piece/62" (japansk). Shueisha. Arkiveret fra originalen 24. august 2011. Hentet 30. april 2011.
4. ↑  "One Piece/63" (japansk). Shueisha. Arkiveret fra originalen 24. august 2011. Hentet 25. juli 2011.
5. ↑  "One Piece/64" (japansk). Shueisha. Arkiveret fra originalen 21. august 2013. Hentet 3. november 2011.
6. ↑  "One Piece/65" (japansk). Shueisha. Arkiveret fra originalen 4. februar 2012. Hentet 21. januar 2012.
7. ↑  "One Piece/66" (japansk). Shueisha. Arkiveret fra originalen 24. maj 2013. Hentet 31. marts 2012.
8. ↑  "One Piece/67" (japansk). Shueisha. Arkiveret fra originalen 28. august 2012. Hentet 20. juni 2012.
9. ↑  "One Piece/68" (japansk). Shueisha. Arkiveret fra originalen 23. oktober 2012. Hentet 5. oktober 2012.
10. ↑  "One Piece/69" (japansk). Shueisha. Arkiveret fra originalen 9. februar 2013. Hentet 1. februar 2013.
11. ↑  "One Piece/70" (japansk). Shueisha. Arkiveret fra originalen 7. juni 2013. Hentet 11. maj 2013.
12. ↑  "One Piece/71" (japansk). Shueisha. Arkiveret fra originalen 28. august 2013. Hentet 25. juli 2013.
13. ↑  "One Piece/72" (japansk). Shueisha. Arkiveret fra originalen 21. oktober 2015. Hentet 20. oktober 2013.
14. ↑  "One Piece/73" (japansk). Shueisha. Arkiveret fra originalen 9. april 2014. Hentet 22. februar 2014.
15. ↑  "One Piece/74" (japansk). Shueisha. Arkiveret fra originalen 28. maj 2014. Hentet 13. maj 2014.
16. ↑  "One Piece/75" (japansk). Shueisha. Arkiveret fra originalen 15. august 2014. Hentet 14. august 2014.
17. ↑  "One Piece/76" (japansk). Shueisha. Arkiveret fra originalen 21. oktober 2015. Hentet 7. december 2014.
18. ↑  "One Piece/77" (japansk). Shueisha. Arkiveret fra originalen 17. april 2015. Hentet 13. marts 2015.
19. ↑  "One Piece/78" (japansk). Shueisha. Arkiveret fra originalen 1. oktober 2015. Hentet 20. juni 2015.
20. ↑  "One Piece/79" (japansk). Shueisha. Arkiveret fra originalen 21. oktober 2015. Hentet 20. september 2015.
21. ↑  "One Piece/80" (japansk). Shueisha. Arkiveret fra originalen 28. december 2015. Hentet 11. december 2015.